# Прудник (железопътна гара)
Прудник (на полски: Prudnik) е железопътна гара в Прудник, Южна Полша.
Разположена е на железопътна линия 137 (Катовице – Легница) и железопътна линия 306 (Гоголин (железопътна гара) – Прудник).